# 北派工作员
北派工作员（韓語：북파공작원）是指韓國為对付朝鲜而成立的特工人員。

## 背景
1949年9月11日，韓戰爆發前9個月，虎林部隊第5、6營滲透朝鮮，遭朝鮮人民軍圍剿擊敗，252人中44人被俘虜並判處死刑，僅35人倖存，其中一部分人後來投誠，進入朝鮮人民軍。1950年，虎林部隊因為戰力不濟被解散，残余人员編入護國軍。
朝鲜战争爆发后，為重新對朝鮮執行暗殺、破壞任務，美军远东司令部駐韓聯絡處（Korea Liason Office，KLO，美军对所有反共的情报和渗透部队统称，最早在1948年之前就已经被美军第24军第442 CIC（反情报队）使用。1951年後得到官方呼号“8240部队”，编制上是美军雇佣的民事人员。）开始主导对朝谍报活动，整合组建了“北派工作队”，继续执行暗杀、破坏任务。

## 概要
北派工作员是韩国政府针对朝鲜成立的特工组织，一般由陆军“总部情报支队”负责训练组织，海军和空军只负责提供人员，分属陆军HID（陆军情报部队）、海军UDU（水下爆破队）及空军“684部队”等特殊部队。。朝鲜战争中的1952年8月，大韓民國國軍发动的、以抓捕金日成为目的而入侵朝鮮江原道元山的作战宣告失败。同时，入侵朝鮮过程中，派往北方的女性特工均遭拘捕甚至强奸，沦为慰安婦。
韩战结束后，韩国政府继续向北派遣特工进行渗透工作。1953年至1972年间，“北派工作队”共派遣13,835人渗透北方，其中死亡的7,726人最终以失踪处理，而發布的死亡通知書僅有136份，存活率约5%。1971年起，部分北派工作员接连发动叛乱，其中包括參與实尾島事件的空軍684部隊。电影《實尾島風雲》的上映使这些历史秘辛逐渐为世人所知。
2002年9月，携带着铁管、斧头的原武装北派工作员300余人在漢城（今首爾）市區举行示威，挥舞凶器，开启并点燃液化石油气瓶与警察发生冲突，此事件中有26名警察负伤。
政府通常以高额报酬劝诱候选者参加北派工作，工作員任务成功则对其支付全额报酬，对于机密任务，执行者不得有任何抗议或请求。招募对象初期以朝鲜难民、战争孤儿为主，后因高伤亡率转为招募囚犯、社会闲散人员及高学历青年。“北派工作队”成员均无正式军籍，一旦加入其中，战死者、失踪者、幸存者都无法获得任何补偿，甚至因保密原因遭到终身监控，无法从事许多常人能够从事的职业，甚至饱受社会上歧视的眼光。北派工作员属于正规军，工作员必须尽守兵役义务，随时听从军队召集。
1972年《南北共同声明》签署后，“北派工作队”活动大幅减少。金大中政权以来，原工作员不断发起活动，要求国家赔偿。至2002年，南朝鲜才正式通过法律承认“北派工作队”身份并开始提供补偿。但由于限制条件苛刻、审核过程繁琐冗长，多数幸存队员至死都未能获得国家承认和补偿。